# Acolytes Protection Agency
De Acolytes Protection Agency (APA) was een professioneel worsteltag-team, dat bekend was in de World Wrestling Federation (WWF), later de World Wrestling Entertainment (WWE). Dit team bestond uit John "Bradshaw" Layfield en Ron "Faarooq" Simmons.

## In worstelen
- Als team
  - Afwerkingbewegingen
    - Aided powerbomb

  - Kenmerkende bewegingen
    - Back suplex / Neckbreaker slamcombinatie
    - Double spinebuster

- Bradshaws afwerkin bewegingen
  - Clothesline From Hell
  - JBL Bomb

- Faarooqs afwerkingbewegingen
  - Dominator
  - Snap scoop powerslam pin
  - Standing thrust spinebuster

- Managers
  - The Jackyl
  - Jacqueline

## Erelijst
- Memphis Championship Wrestling
  - MCW Southern Tag Team Championship (1 keer)

- Ohio Valley Wrestling
  - OVW Southern Tag Team Championship (1 keer)

- World Wrestling Federation
  - WWF European Championship (1 keer) - Bradshaw
  - WWF Tag Team Championship (3 keer)